# La Selle-Guerchaise
La Selle-Guerchaise (en gal·ló La Cèll-Gèrcheizz) és un municipi francès, situat al departament d'Ille i Vilaine, a la regió de Bretanya. L'any 2006 tenia 140 habitants.

## Demografia
| 1962                                       | 1968 | 1975 | 1982 | 1990 | 1999 |
| ------------------------------------------ | ---- | ---- | ---- | ---- | ---- |
| 167                                        | 168  | 136  | 124  | 121  | 128  |
| Des de 1962: població sense dobles comptes |      |      |      |      |      |

## Administració
| Període   | Identitat         | Partit |
| --------- | ----------------- | ------ |
| 2001-2008 | Jean-Paul Couvert |        |
| 2008-     | Xavier Jégu       |        |